# 托马斯·希尔·格林

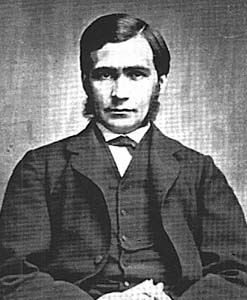
托马斯·希尔·格林

托马斯·希尔·格林（英語：Thomas Hill Green，1836年4月7日 – 1882年3月26日）是英国政治哲学家、政治激进主义与禁酒运动改革家、英国唯心主义运动的一员。与英国其他唯心主义者一样，格林也收到了黑格尔形而上学的历史主义的影响。他也是社会自由主义运动的思想家之一。知名作品有《伦理学绪论》（Prolegomena to Ethics）。